# Xian (Dame)

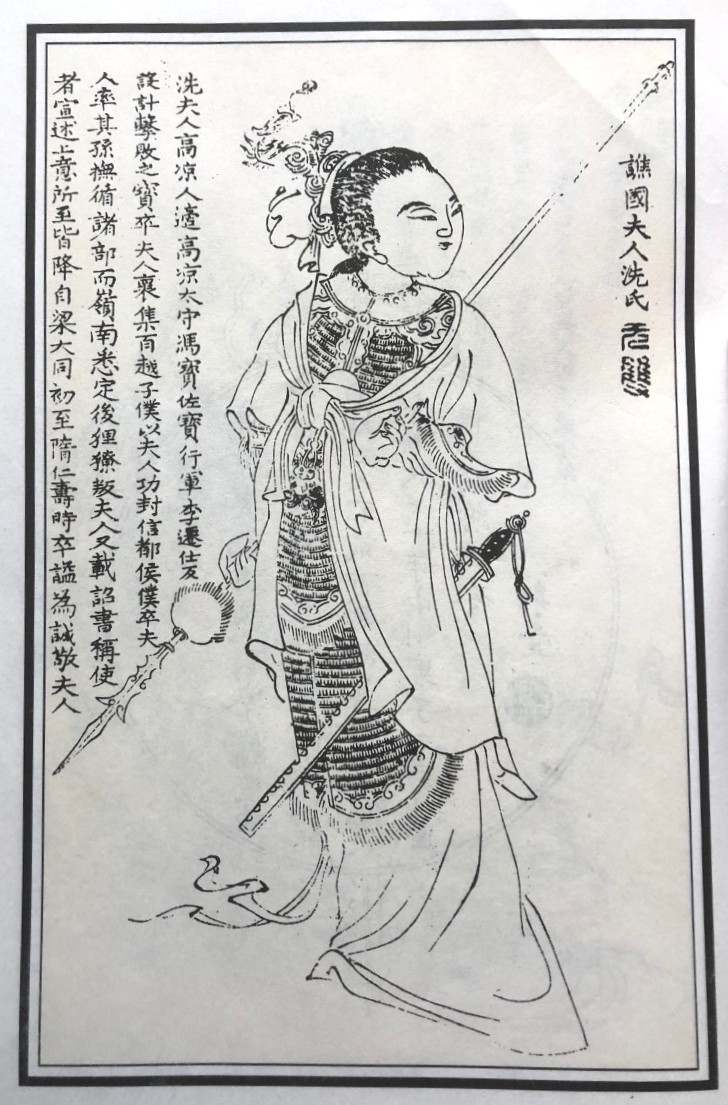
Dame Xian, fiktive Darstellung aus dem 17. Jahrhundert

Die Dame Xian (Hsien, chinesisch 冼夫人, Pinyin Xiăn fū rén; * 512; † 602), auch Dame von Qiaoguo (Ch'iao Kuo; chinesisch 譙國夫人, Pinyin Qiáo guó fū rén, Tempelname: chinesisch 诚敬夫人, Pinyin Chéng jìng fū rén), war eine Adlige aus dem Volk der Li. Sie war die Tochter des Königs des Xian-Stammes (Hsien) in Süd-China, dem heutigen Guangdong, während der Sui-Dynastie. Von den einheimischen wurde sie „Heilige Mutter von Lingnan“ (chinesisch 岭南圣母, Pinyin ling nan sheng mu) genannt. Sie starb bei einer Reise in Hainan. Premier Zhou Enlai nannte sie die „erste Heldin Chinas“, und Präsident Jiang Zemin rühmte sie als „ein Rollenmodell, dass zukünftige Generationen für immer lernen sollten“.

## Leben
Die Dame Xian wurde 512 in eine Herrscherfamilie hineingeboren. Sie war eine fähige Anführerin, die ihren Stamm erfolgreich gegen Feinde verteidigte. Dadurch erwarb sie sich den Titel Dame von Qiaoguo (Ch'iao Kuo fu ren). Innerhalb ihres Stammes bemühte sie sich stets, die häufigen Fehden zu unterbinden. Ihr Bruder Xian T'ing, der Präfekt (刺史 - cì shĭ) der Nanliang-Provinz (南梁州 - nán liáng zhōu), überfiel aus Habgier oft die umliegenden Gebiete. Die Dame Xian, konnte ihn jedoch meist von Untaten abhalten und so beruhigte sich die Lage nach und nach.
Tausende aus dem Daner-Bezirk (儋耳郡 - dān ěr jùn) von Hainan schlossen sich ihr daraufhin an.
535 heiratete sie Feng Pao, einen chinesischen General und förderte die Verbreitung chinesischer Sitten in ihrem Volk. Sie unterstützte Feng Pao auch bei den Staatsgeschäften. Dabei war sie unparteiisch und unbestechlich, wodurch wiederum die chinesische Herrschaft in diesem Gebiet gefestigt wurde.
Als Frau schockierte sie durch ihre Art zu ihrer Zeit viele Moralisten. Sie beeindruckte auch den Kaiser der Chen-Dynastie, der sie mehrfach auszeichnete und ihr den Titel „Dame von Qiaoguo“ verlieh.
Sie starb 602 in hohem Alter und wurde durch den postumen Titel Dame Chengjing (诚敬夫人 - cheng jing fu ren) geehrt.

## Kulturelle Errungenschaften
In der Zeit der Südlichen und Nördlichen Dynastien waren die Randgebiete der jeweiligen Dynastien sehr unsicher. Gerade bei dem Volk der Li war Sklavenhandel verbreitet. Laut der Biographie von Wang Sengru im Buch von Liang (《梁书•王僧孺传》), war „Jun Chang die Präfektur von Nanhai. Jedes Jahr kamen viele Boote aus Übersee weil viele Menschen in Gaoliang verkauft wurden. Diese fremden Händler verkauften ihre Waren für Menschen. Zu dieser Zeit machten Händler viel Geld mit diesem Handel und die Beamten hielten dies für normal und schritten nicht ein.“ Als die Dame Xian dorthin kam, förderte sie die Einführung der Han-Kultur und verbot die schlechten Sitten. Sie vermittelte Loyalität und unterstützte Mischehen der Han-Chinesen mit den Li.

### Niederschlagung der Hou-Jing-Rebellion
548 rebellierte Hou Jing, ein chinesischer General, gegen die Liang-Dynastie. 550 versuchte Li Qianshi, der Rebellenführer aus Gaozhou auch Feng Pao zu überzeugen, sich der Rebellion anzuschließen. Doch Dame Xian hielt Feng davon ab und besiegte die Truppen von Li Qianshi. Damit half sie dem General Chen Baxian die Hou-Jing-Rebellion zu unterdrücken. Eine detaillierte Beschreibung der Ereignisse bietet das Sui Shu.

### Schlichtung bei Aufständen
558 errichtete Chen Baxian die Chen-Dynastie. Xiao Bo, der Feudalherr von Guangzhou attackierte Chen. Daraufhin schlossen sich einige andere Provinzfürsten an und begannen einen Aufstand. Lingnan versank in Chaos. Um den Frieden wiederherzustellen, initiierte die Dame Xian eine Strategie „Heilung ersetzt Krieg“ (Original: "治胜于战" zhì shèng yú zhàn). Sie sandte Botschaften mit denen sie die Gouverneure der umliegenden Provinzen davor warnte, sich Xiao anzuschließen und forderte sie auf, für die Sicherheit zu sorgen darüber hinaus bemühte sie sich den Krieg zu beenden und versprach, die Gouverneure nicht zu bestrafen, wenn sie die Waffen niederlegten. Sie selbst hielt sich an eine strikte militärische Disziplin und bestrafte auch ihre eigenen Soldaten entsprechend. Damit erreichte sie ein schnelles Ende des Aufstandes.

## Familie
Von ihren Kindern ist nur Feng Pu namentlich bekannt. Er begleitet seine Mutter in verschiedene Schlachten und wie sie, wurde er durch den Kaiser der Chen-Dynastie ausgezeichnet. Darüber hinaus sind noch drei Enkel Feng Hun, Feng Hsian und Feng Ang bekannt. An Neujahrsfest oder an anderen Feiertagen präsentierte die Dame Xian die Geschenke der Regenten der Liang-, Chen- und Sui-Dynastien und belehrte ihre Enkel: „Ihr müsst alle loyal zum Kaiser sein. Ich hatte den Kaisern aus drei Dynastien loyal gedient! Alle diese Geschenke von ihnen waren die Vergütung meiner Loyalität. Ich hoffe, dass ihr alle darüber nachdenkt und loyal zum Kaiser seid.“

### Ehrennamen (封号 - fēng hào)
In der Liang-Dynastie (551) wurde ihr der Name „Dame des Schutzes“ (保护候夫人 - hù hòu fū rén) für die Niederschlagung des Aufstands von Li Qianshi verliehen.
In der Chen-Dynastie (570) erhielt sie den Namen „Shi-Long Taifuren“ (石龙太夫人), wobei im Buch Geschichte der Nördlichen Dynastien der Titel mit „Gaoliangjun Taifuren“ (高凉郡太夫人) wiedergegeben wird.
In der Sui-Dynastie (589) erhielt sie den Namen „Songkangjun Furen“ (宋康郡夫人). Darüber hinaus wurde ihr 601 der Titel „Qioa guo furen“ (谯国夫人) verliehen. Zu ihrem Tod erhielt sie den Namen „Chengjing furen“ (诚敬夫人).
In den Fünf Dynastien und Zehn Reichen hieß sie „Qingfu Furen“ (清福夫人).
In der Südlichen Song Dynastie verlieh ihr der Kaiser den Namen „Xianying Furen“ (显应夫人) und „Youfui Furen“ (柔惠夫人).
In der Qing-Dynastie (1864) erhielt sie den Namen „Ciyou“ (慈佑).

## Tempel
Für ihre Loyalität wurde die Dame Xian von vielen Kaisern und vom Volk verehrt. Im ganzen Land wurden bis zum Ende der 1940er Jahre mehrere hundert Tempel zu ihren Ehren errichtet. Auch in Malaysia und Vietnam gibt es einige Tempel. Der größte und wichtigste Tempelbefindet sich in Gaozhou. 2000 besuchte ihn der Präsident Jiang Zemin und 2002 wurde der Tempel von der Provinzregierung von Guangdong als Kulturerbe gelistet. Jeweils am 24. November wird ihr Fest gefeiert.